# Accident ferroviaire de Sevenoaks
L'accident ferroviaire de Sevenoaks est un accident de chemin de fer causé par le déraillement d'un train le 24 août 1927 à Sevenoaks, dans le Kent en Angleterre. L'accident provoque la mort de treize personnes et en blesse vingt-et-une autres,.

## Le contexte

Le réseau sud-est de la Southern Railway.

En 1927, cela fait quatre ans que la compagnie Southern Railway (SR)  exploite les lignes ferroviaires des anciennes compagnies 
South Eastern Railway (SER) et London, Chatham and Dover Railway (LCDR). C'est en effet en 1923 que ces deux compagnies ont été regroupées avec d'autres pour former la  Southern Railway conformément aux recommandations du « Railways Act 1921 ». Des compagnies SER et LCDR, la SR a hérité d'infrastructures ferroviaires vieillissantes ou mal conçues et de matériels dont certains sont inadaptés aux grandes vitesses.
Les trains de la compagnie Southern Railway relient la ville de Londres aux ports situés sur la Manche, le sud-ouest de l'Angleterre (Cornouailles), les stations balnéaires du la côte sud de l'Angleterre  et le Kent.

## Le train
Le 24 août 1927, le train express de l'après-midi de la Southern Railway quitte à 17 h la gare de Cannon Street de Londres, en direction de Deal via Ashford et Folkestone en empruntant la ligne principale qui relie Londres et Folkestone. Cette ligne est à double voie sur la majeure partie de son parcours. 
Le train est composé de huit voitures tirées par la locomotive-tender no A800, de la série River SECR K, baptisée River Cray. La locomotive est de type 132T (2-6-4 en notation britannique) : elle comporte un essieu porteur à l'avant, suivi de 3 essieux moteurs et de 2 essieux porteurs à l’arrière ; la lettre T indique qu'il s'agit d'une locomotive-tender. 
| Élément    | Numéro  | Type            | Poids | Longueur | Date de construction     |
| ---------- | ------- | --------------- | ----- | -------- | ------------------------ |
| Locomotive | A800    | River SECR K    | 84 t  | 13,265 m | juillet 1926             |
| Voiture 1  | 3564    | 3rd class brake | 30 t  | 18,529 m | 1924                     |
| Voiture 2  | 5541    | composite coach | 32 t  | 18,529 m | 1925                     |
| Voiture 3  | 5520    | composite coach | 32 t  | 18,529 m | 1925                     |
| Voiture 4  | 5518    | composite coach | 32 t  | 18,529 m | 1925                     |
| Voiture 5  | Pullman | Carmen          | 30 t  | 15,951 m | 1891 (convertie en 1920) |
| Voiture 6  | 988     | composite coach | 32 t  | 18,529 m | 1925                     |
| Voiture 7  | 5533    | composite coach | 32 t  | 18,529 m | 1925                     |
| Voiture 8  | 3575    | 3rd class brake | 30 t  | 18,529 m | 1925                     |

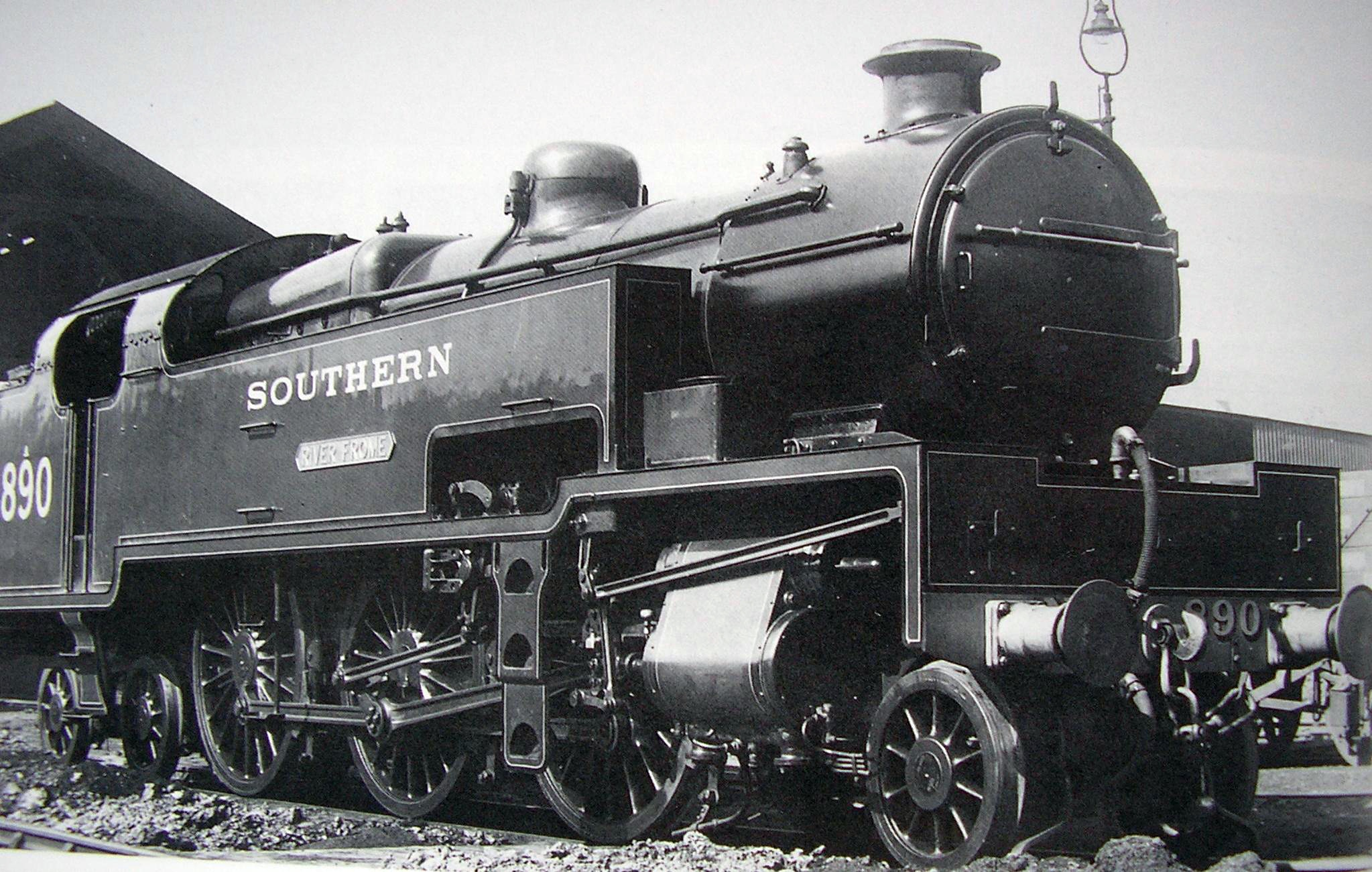
Une locomotive de la série River SECR K.

Le train a une longueur de 158,718 m et sa masse totale est de 334 t (locomotive chargée).

## L'accident

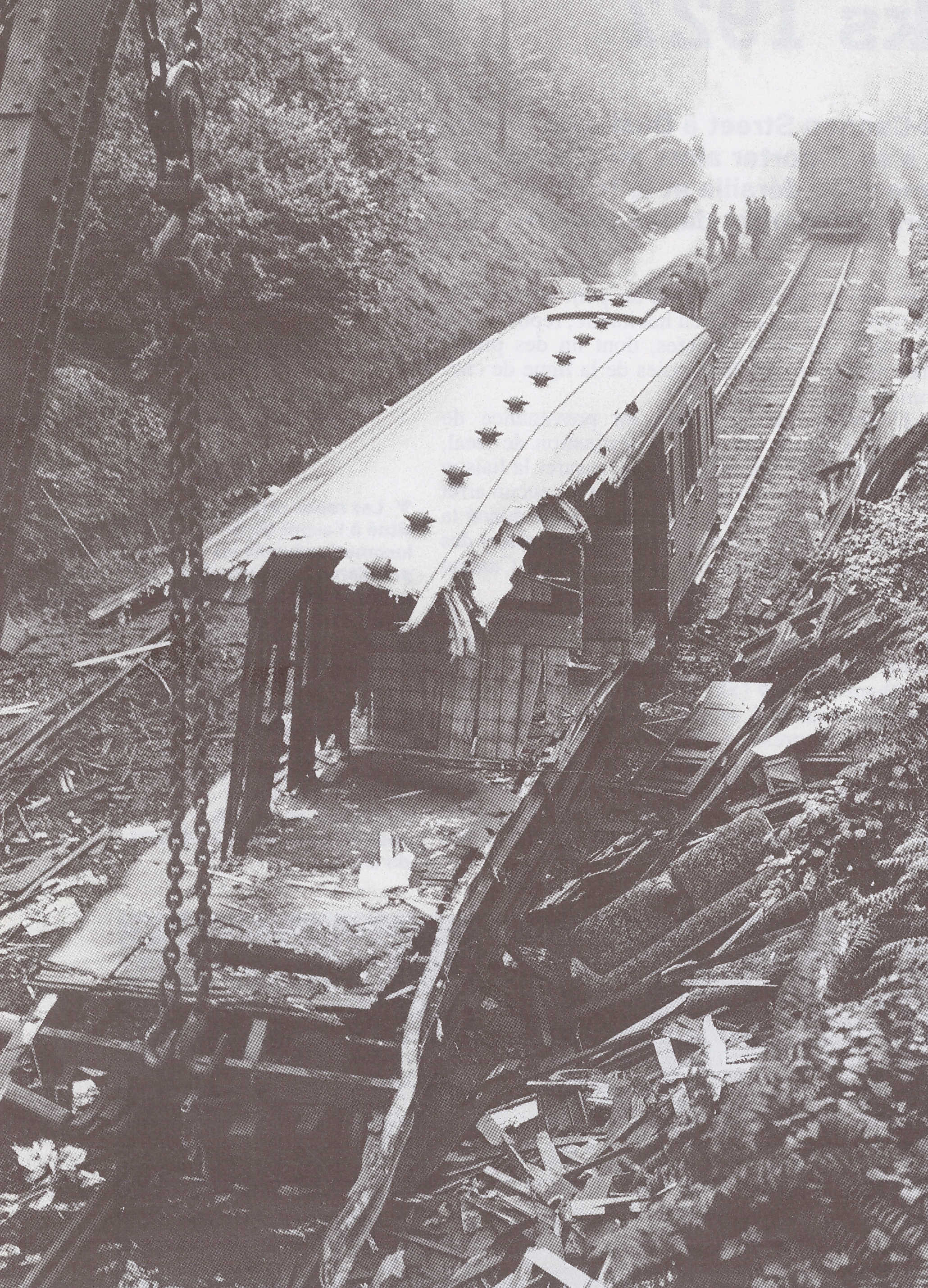
Une des trois premières voitures détruites. À l'arrière-plan, à gauche, la locomotive A800.

Le train qui quitte Londres à 17 h en direction de Deal n'effectue pas d'arrêt avant Ashford, situé à mi-parcours. Le 24 août 1927, lorsque ce train dépasse la gare de Dunton Green, en périphérie de Sevenoaks à environ 35 km au sud-est de Londres, le conducteur ressent que sa locomotive ballotte et tend à se déporter sur le côté. Puis il entend un bruit sourd à l’avant de sa machine. Il coupe alors la vapeur pensant que le bruit provenait des bielles. Mais comme le bruit persiste, le conducteur décide de freiner. Il est trop tard, la locomotive déraille juste après avoir franchi un aiguillage à la sortie de la gare. La locomotive bascule sur le côté gauche de la voie et entraine avec elle les voitures qui déraillent aussi. Sous le choc, les trois premières voitures sont fortement endommagées. La quatrième voiture percute violemment la pile gauche d'un pont routier et est entièrement broyée. La cinquième, une voiture Pullman plus résistante, se met en travers de la voie, heurte la base des arches du pont mais supporte l’accident. Les trois dernières voitures sont légèrement endommagées. 
L'accident fait treize morts (dont une décédée plus tard de suite de ses blessures), vingt-et-un blessés graves (dont le chauffeur de la locomotive) et quarante blessés légers (dont deux employés de la compagnie). Le grand nombre de victimes est dû principalement à la présence du pont contre lequel les voitures du train sont venues s'écraser après avoir déraillé. Ce pont, le no 195, est un pont en maçonnerie (un pont en arc) d'une seule voûte reposant sur deux culées situées de part et d'autre des voies de la ligne. Le pont permet le franchissement des voies à une route nommée Shoreham Lane en formant un angle de 45 degrés.

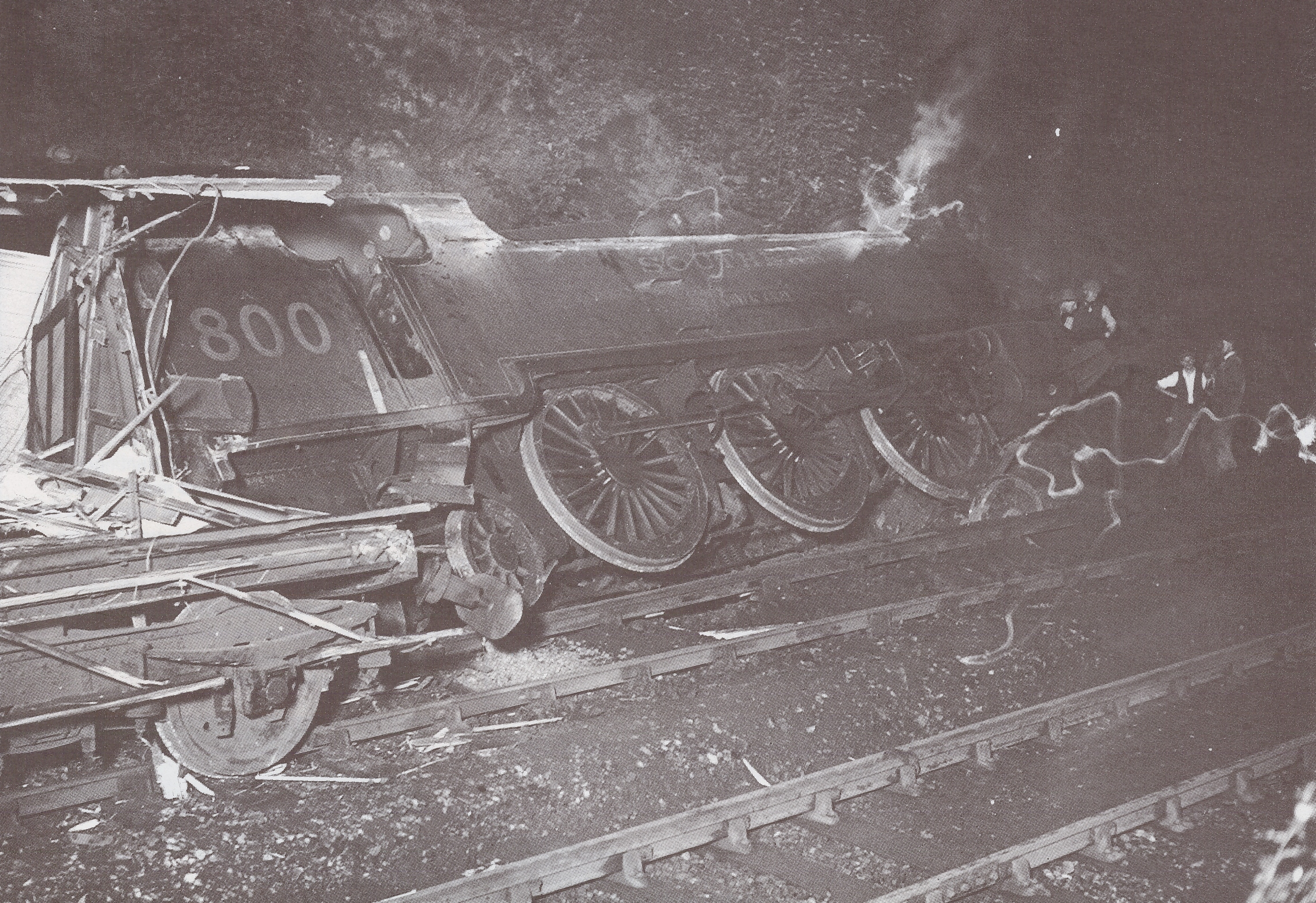
La locomotive A800 après l'accident.
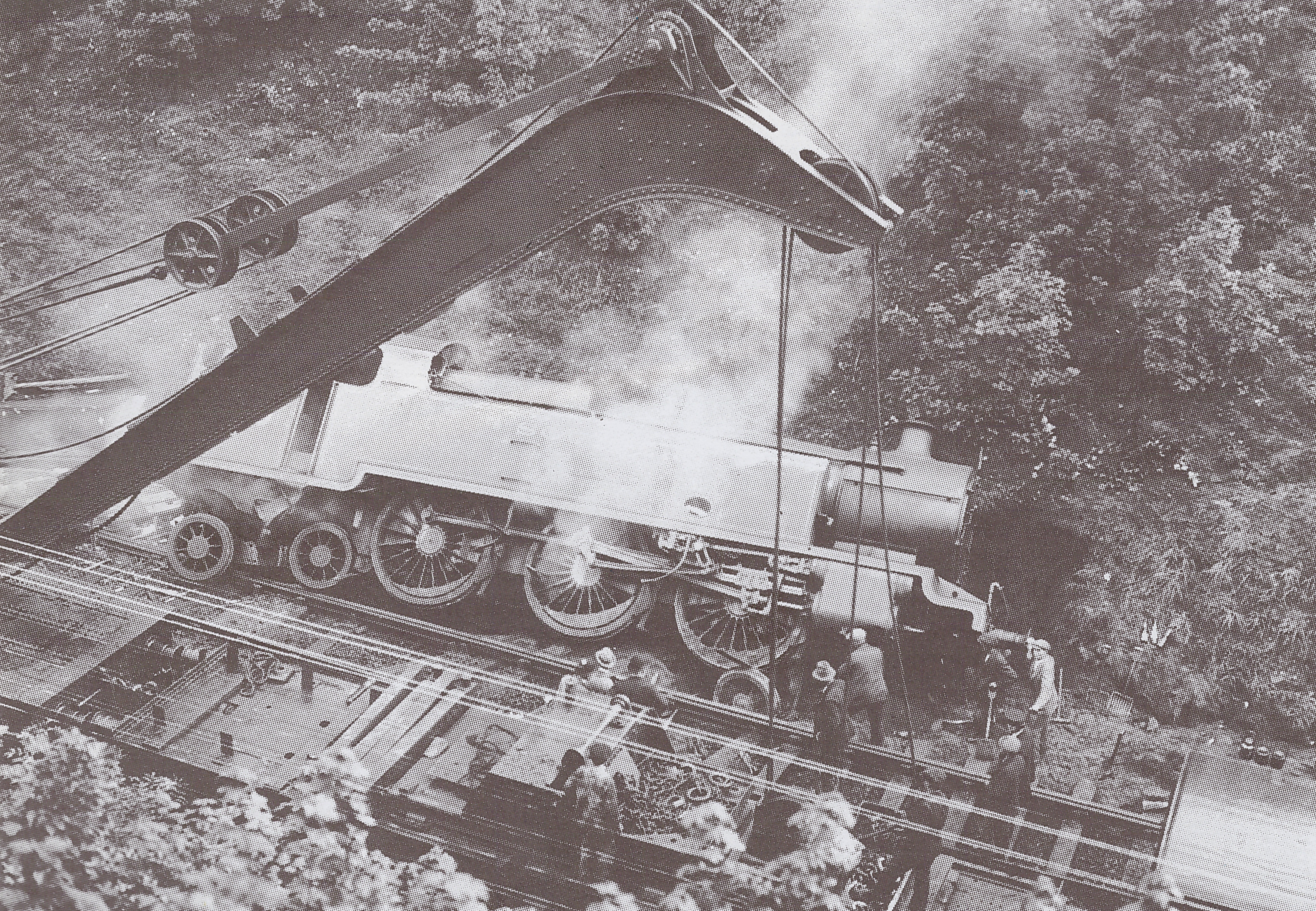
Relevage de la locomotive A800.
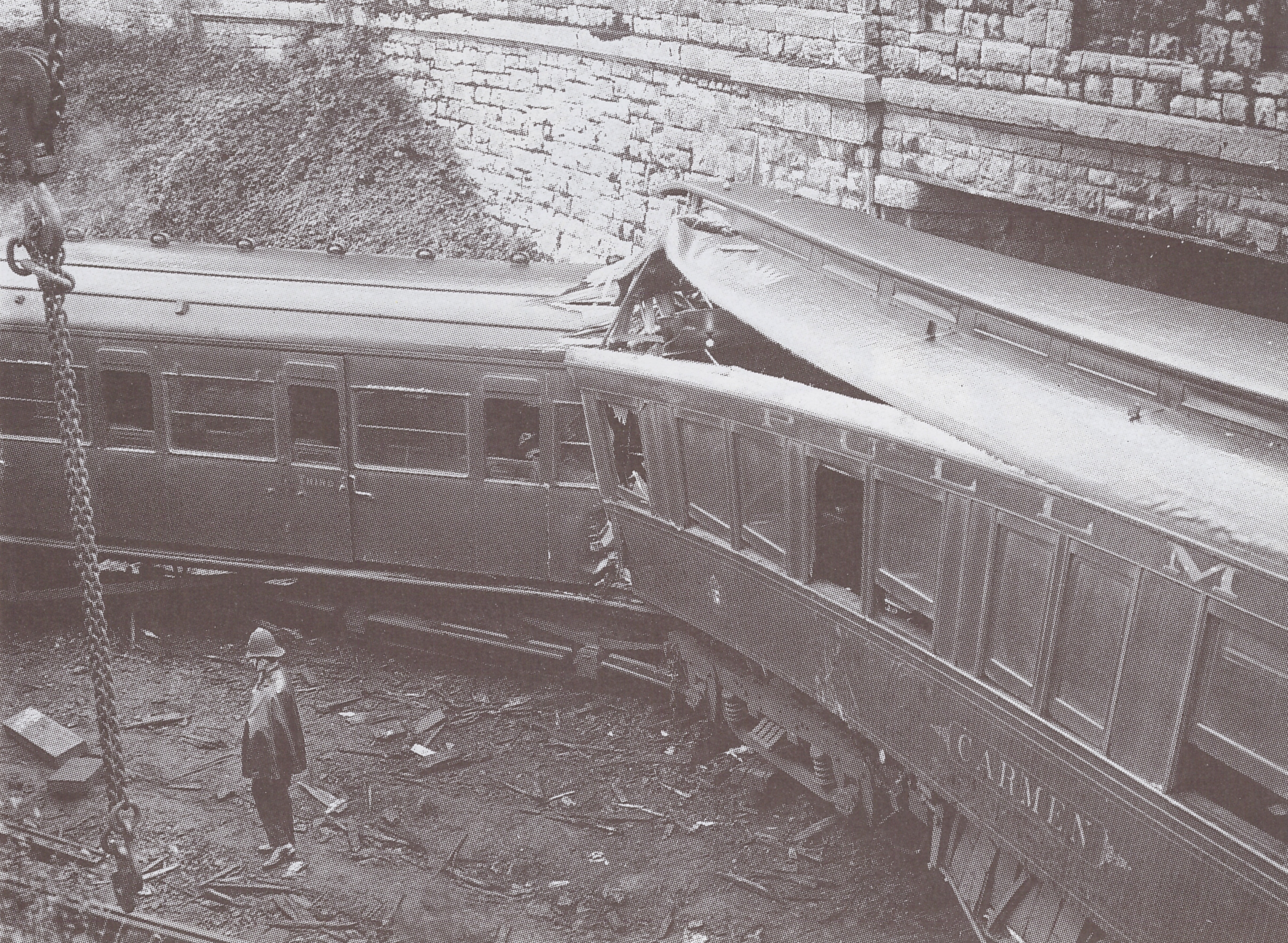
La voiture Pullman contre les arches du pont.

## Les causes
L'enquête est dirigée par Sir John Springle. Il met en évidence deux causes probables de l'accident : le comportement de la locomotive à grande vitesse et la configuration ainsi que le profil de la ligne,.
Après l'accident, la compagnie Southern Railway décide de retirer du service toutes les locomotives de la série River et de procéder à des tests. Deux locomotives sont testées à des vitesses de l'ordre de 130 k/h sur des lignes d'autres compagnies. Les machines ont un comportement correct sur ces lignes. Mais, lors de tests effectués sur une ancienne ligne de la South Western Railway, on enregistre de forts ballottements, y compris dans les sections en ligne droite, qui auraient entrainé le déraillement des locomotives. 
La structure des voies à l'endroit de l'accident est elle aussi mise en cause. Le ballast est composé de pierres arrondies, alors qu'habituellement ces pierres doivent avoir des arêtes saillantes pour pouvoir se bloquer entre elles, et de petits cailloux mélangés à de la terre ou à de la cendre. Ce type de ballast n'est plus adapté aux poids des nouvelles locomotives et à la rapidité des trains. En outre, la position des traverses sur le ballast ne permet pas un bon drainage des eaux pour éviter que des flaques soient formées par les eaux de pluie. Le mois août 1927 est particulièrement pluvieux. De fortes averses ont lieu notamment toute la journée du 27. La mauvaise structure de la voie ne permet pas alors d’assurer un bon drainage. Cette situation est une des causes de l'accident, les eaux de pluie ayant déstabilisé le support des rails. 
Le profil même de la voie est suspecté. Le dévers dans les courbes avait été mal étudié, le rail externe était trop surélevé. De même, l'écartement entre les rails en certains endroits n'était pas précis. Tous ces défauts, mais aussi le manque d'entretien de la voie, ont contribué au ballotement de la locomotive lors de son passage à grande vitesse et provoqué son déraillement.